# اينزو كورنيليس
اينزو كورنيليس (بالهولندية: Enzo Cornelisse)‏ هو لاعب كرة قدم هولندي، ولد في 2003 في آرنم في هولندا.

## وصلات خارجية
- اينزو كورنيليس على موقع قاعدة بيانات كرة القدم.إي يو (الإنجليزية)
- اينزو كورنيليس على موقع Soccerway.com (الإنجليزية)